# Крак II
Крак II (лат. Gracchus) — сын первого польского князя Кракова и второго князя западных полян Крака. У него были брат Лех II и сестра Ванда. Крак II правил западными полянами.
Согласно польским легендам, Крак II и его брат Лех II победили дракона и их стали считать героями. Но Лех II возгордился, захотел стать единым князем и убил старшего брата. С тех пор он правил сам.